# Чолнохув
Чолнохув (пол. Czołnochów) — село в Польщі, у гміні Ґізалки Плешевського повіту Великопольського воєводства.
Населення — 460 осіб (2011).
У 1975-1998 роках село належало до Каліського воєводства.

## Демографія
Демографічна структура станом на 31 березня 2011 року:
|          | Загалом | Допрацездатний вік | Працездатний вік | Постпрацездатний вік |
| -------- | ------- | ------------------ | ---------------- | -------------------- |
| Чоловіки | 231     | 50                 | 164              | 17                   |
| Жінки    | 229     | 49                 | 127              | 53                   |
| Разом    | 460     | 99                 | 291              | 70                   |